# Satelliti brasiliani
L'Agenzia spaziale brasiliana, l'Istituto nazionale di ricerche spaziali del Brasile - INPE, aziende private e altri istituti di ricerca rispondono a vari satelliti in orbita per la ricognizione, l'osservazione del suolo, le comunicazioni, la difesa e la ricerca.

## Satelliti scientifici o osservazione
| Satellite   | Paese di produzione                     | Tipo                       | Data      | Luogo                                   |
| SCD-1       | Brasile                                 | osservazione del suolo     | 1993 -    | attivo                                  |
| SCD-2       | Brasile                                 | osservazione del suolo     | 1998 -    | attivo                                  |
| SCD-2A      | Brasile                                 | osservazione del suolo     | 1997      | fallimento del lancio (VLS-1 V1)        |
| CBERS-1     | Brasile / Cina                          | osservazione del suolo     | 1999–2003 | inativo                                 |
| CBERS-2     | Brasile / Cina                          | osservazione del suolo     | 2003–2007 | inativo                                 |
| CBERS-2B    | Brasile / Cina                          | osservazione del suolo     | 2007–2010 | inattivo                                |
| CBERS-3     | Brasile / Cina                          | osservazione del suolo     | 2013      | fallimento del lancio (Lunga Marcia 4B) |
| CBERS-4     | Brasile / Cina                          | osservazione del suolo     | 2014–     | attivo                                  |
| SGDC-1      | Brasile / Francia / Italia              | comunicazioni              | 2017–     | attivo                                  |
| CBERS-4A    | Brasile / Cina                          | osservazione del suolo     | 2019      | attivo                                  |
| Amazônia-1  | Brasile                                 | telerilevamento            | 2021–     | attivo                                  |
| Carcará I   | Finlandia                               | osservazione del suolo/SAR | 2022-     | attivo                                  |
| Carcará II  | Finlandia                               | osservazione del suolo/SAR | 2022-     | attivo                                  |
| SGDC-2      | Brasile                                 | comunicazioni              | 2022      | pianificato                             |
| SABIA-Mar 1 | Brasile / Argentina                     | piattaforma multi-missione | 2023+     | pianificato                             |
| Amazônia-1B | Brasile                                 | telerilevamento            | 202x      | pianificato                             |
| Amazônia-2  | Brasile                                 | telerilevamento            | 202x      | pianificato                             |
| GEOMET-1    | Brasile                                 | osservazione del suolo     | 202x      | pianificato                             |
| LATTES-1    | Brasile / Cina / Stati Uniti / Giappone | tempo spaziale e raggi x   | 202x      | pianificato                             |
| SABIA-Mar 2 | Brasile / Argentina                     | piattaforma multi-missione | 202x      | pianificato                             |

## BrasilSat
| Satellite    | Veicolo di lancio | Data | Condizione       |
| ------------ | ----------------- | ---- | ---------------- |
| BrasilSat A1 | Ariane 3          | 1985 | non attivo, 2002 |
| BrasilSat A2 | Ariane 3          | 1986 | non attivo, 2004 |
| BrasilSat B1 | Ariane 4          | 1994 | non attivo, 2010 |
| BrasilSat B2 | Ariane 4          | 1995 | non attivo, 2018 |
| BrasilSat B3 | Ariane 4          | 1998 | non attivo, 2018 |
| BrasilSat B4 | Ariane 4          | 2000 | attivo           |

Nel 1998, la società responsabile dei satelliti, Embratel, è stata privatizzata e la sua area satellitare è stata trasformata in una controllata chiamata Star One e il nome Brasilsat dovrebbe scomparire e solo il termine "Star One" sarebbe entrato al suo posto.

## Star One
| Satellite    | Data | Veicolo di lancio | Condizione |
| ------------ | ---- | ----------------- | ---------- |
| Star One C12 | 2005 | Proton-M          | attivo     |
| Star One C1  | 2007 | Ariane 5          | attivo     |
| Star One C2  | 2008 | Ariane 5          | attivo     |
| Star One C3  | 2012 | Ariane 5          | attivo     |
| Star One C4  | 2015 | Ariane 5          | attivo     |
| Star One D1  | 2016 | Ariane 5          | attivo     |
| Star One D2  | 2021 | Ariane 5          | attivo     |

## Micro e nano satelliti
| Satellite     | Data | Veicolo di lancio | Condizione                                                                           |
| ------------- | ---- | ----------------- | ------------------------------------------------------------------------------------ |
| SACI-1        | 1999 | Lunga Marcia 4B   | piattaforma multi-missione, fallimento del lancio                                    |
| SACI-2        | 1999 | VLS-1 V2          | piattaforma multi-missione, fallimento del lancio                                    |
| NanoSatC-Br 1 | 2014 | DNEPR             | Monitoraggio della magnetosfera, misurazione del campo magnetico sul Brasile. Attivo |
| NanoSatC-Br 2 | 2021 | Soyuz 2           | Studio della regione di Anomalia del Sud Atlantico                                   |
| AESP 14       | 2021 | EEI               | Cubesat                                                                              |
| NanoSatC-Br 3 | 20xx |                   |                                                                                      |